# Solitudo Maiae
Solitudo Maiae  è una caratteristica di albedo della superficie di Mercurio.